# 先川原正浩
先川原 正浩（さきがわら まさひろ、1963年5月 - ）は、日本の編集者、サイエンスライター、大学関係者。オーム社の『ロボコンマガジン』で編集長、千葉工業大学で未来ロボット技術研究センターの室長を歴任し、二足歩行ロボットによる格闘競技大会「ROBO-ONE」創立にも委員会副代表として尽力した。
先川原は多くのロボット競技会にて委員・審査員を務めるとともに、国立科学博物館の「大ロボット博」などロボット関連企画を多数手掛けた。また、日刊工業新聞社のrobonableの連載記事など新聞、雑誌でも活躍し、TBS系のバラエティ番組『ネプ理科』にも出演した。東京医科歯科大学でも非常勤講師を務めている。

## 略歴
- 1963年5月[1] - 東京都生まれ[1][5][6]
- 1982年3月 - 千葉県立柏高等学校卒業[7]
- 1987年3月 - 千葉工業大学工学部電気工学科卒業[8]
- 1989年3月 - 千葉工業大学大学院工学研究科金属工学専攻修士課程修了[9][注釈 1]
- 1989年 - オーム社に入社（書籍の企画・編集や雑誌の創刊に従事）[10]
- 2000年1月-2003年5月 - 『ロボコンマガジン』編集長[10]
- 2003年6月 - 千葉工業大学未来ロボット技術研究センター室長に就任[9]

## 著作

### 監修
- 養老孟司 総監修、先川原正浩、伊藤育雄、山口正、植松峰幸、藤井圀彦 監修『週刊かがくるアドベンチャー 謎と不思議の体験百科9 ―ロボット・語源・川わたりのパズル・白村江の戦い―』朝日新聞出版〈朝日ジュニアシリーズ〉、2008年。

### 記事
- 先川原正浩「ロボコンから生まれるビジネス」『日本ロボット学会誌』第27巻第9号、2009年11月、987-988頁。
- 西村輝一、先川原正浩「二足歩行ロボット格闘技ROBO-ONEのチャレンジ : 投げたロボットは立てるのか?」『計算工学』第13巻第3号、2008年7月、1878-1881頁、NAID 10024595471。
- 坪内孝司、先川原 正浩「ロボットたちよフィールドに出よ」『計測と制御』第49巻第9号、2010年9月、571頁、NAID 10026688127。